# Nemesládony
Nemesládony ist eine ungarische Gemeinde im Kreis Sárvár im Komitat Vas.

## Geografische Lage
Nemesládony liegt 28 Kilometer nordöstlich des Komitatssitzes Szombathely und 17 Kilometer nordwestlich
der Kreisstadt Sárvár. Nachbargemeinden sind Sajtoskál, Tompaládony und Nagygeresd.

## Geschichte
Im Jahr 1907 gab es in der damaligen Kleingemeinde 105 Häuser und 487 Einwohner auf einer Fläche von 597  Katastraljochen.

## Sehenswürdigkeiten
- Evangelische Kirche, erbaut 1872
- Immaculata-Statue, erschaffen 1867
- Römisch-katholische Kirche Szent Miklós, ursprünglich im Mittelalter erbaut, 1751 im barocken Stil umgebaut

## Verkehr
Durch Nemesládony verläuft die Landstraße Nr. 8642, westlich der Gemeinde die Hauptstraße Nr. 84  Es bestehen Busverbindungen in die Nachbargemeinden sowie nach Vasegerszeg, Répcelak und Hegyfalu, wo sich der nächstgelegene Bahnhof befindet.